# Pays de Langle
Le pays de Langle est un ancien pays du nord de la France, dans l'actuel département du Pas-de-Calais.

## Géographie
Le pays de Langle, situé à l'extrémité septentrionale du département du Pas-de-Calais, est borné au nord par la rivière d'Oye, au sud par le canal de Saint-Omer à Calais, à l'est par la rivière d'Aa, et à l'ouest par le Drack, watergang de dessèchement, et le canal de Calais. Son territoire comprend quatre communautés d'habitants :
- Saint-Folquin
- Sainte-Marie-Kerque
- Saint-Nicolas (actuel hameau dépendant de la commune de Sainte-Marie-Kerque)
- Saint-Omer-Capelle

Le pays de Langle, bas et plat, était anciennement recouvert par les eaux du golfe Itius.

## Histoire
En 1331, Blanche de Guînes, châtelaine de Langle, nomme des procureurs pour transiger avec le sire de Coucy (Guillaume Ier de Coucy) au sujet de l'héritage de sa tante, la dame de Malines (Alix de Guînes, fille d'Arnould III de Guînes, épouse du seigneur de Malines, et sœur d'Enguerrand V de Coucy, père de Guillaume Ier).
Le pays de Langle avait une coutume particulière, homologuée le 25 juin 1586, un bailliage qui ressortissait à celui de Saint-Omer, et un échevinage composé de huit échevins.
En 1636, la frontière entre les territoires contrôlés par l'Espagne, au nord vers Bergues, Dunkerque, et ceux sous domination française au sud depuis la  reprise de Calais par la France, passe par le pays de Bredenarde ou à proximité de celui-ci. Cette année là, des troupes françaises venant de la garnison d'Ardres font des incursions fréquentes, les paysans du Bredenarde et du pays de l'Angle se réfugient dans la châtellenie de Bourbourg, dont les habitants doivent assurer la garde à pied et à cheval le long de l'Aa de Watten à Gravelines. Les français réussissent néanmoins à s'infiltrer en profitant des gués à marée basse et font des ravages.
En juillet 1687, Michel Ange, baron de Woerden, chevalier, conseiller d'honneur du parlement de Tournai, bailly et député ordinaire des États de Lille, qui a assisté en qualité de commissaire du roi à la conférence tenue à Courtrai pour le règlement des limites des frontières, en exécution du traité de Nimègue, reçoit permission de se qualifier de vicomte de Langle. Il a acheté du duc d'Havré (maison de Croÿ), la vicomté et châtellenie de Langle, qui relève du roi de France, est située en Artois, et consiste en plusieurs fonds, hauteurs, droits, et censives (censes ou fermes), dans les villages de Saint-Folquin, Capelle (Saint-Omer-Capelle), Saint Nicolas, et Sainte-Marie-Kercque. Ces lettres données à Versailles l'autorisent aussi à décorer ses armes d'une couronne de vicomte.